# İncealan, Sultanhisar
İncealan là một xã thuộc huyện Sultanhisar, tỉnh Aydın, Thổ Nhĩ Kỳ. Dân số thời điểm năm 2010 là 664 người.